# Calicha inornataria
Calicha inornataria là một loài bướm đêm trong họ Geometridae.